# 古尔斯蓬市镇
古尔斯蓬市镇（瑞典語：Gullspångs kommun）是瑞典西部西约塔兰省的一个市镇。其治所位于古尔斯蓬和霍瓦。